# General pukovnik
General pukovnik (general pukovnica) je generalski čin u mnogim vojskama.  Prema NATO-voj klasifikaciji usporednih činova nosio bi oznaku OF-8.

## Amerika
U Američkoj vojsci odgovara mu čin Lieutenant General.

## Hrvatska
U Hrvatskoj vojci je čin ispod generala zbora, a iznad general bojnika, dok mu u Hrvatskoj ratnoj mornarici odgovara čin viceadmirala. Čin je također korišten u Hrvatskim oružanim snagama u drugom svjetskom ratu gdje je bio najviši čin.
- Oznaka čina u OSRH.
- Ramena oznaka čina u HOS-u.

## Njemačka
U Njemačkoj vojsci odgovara mu čin Generaloberst.

## SFR Jugoslavija
U Jugoslavenskoj narodnoj armiji (JNA) general pukovnik je uveden u NOV-u i POJ-u 1. svibnja 1943. kao početni generalski čin. U JNA je 1952. zamijenjen činom general potpukovnik.

## Slovenija i Srbija
Slovenskoj vojsci, kao i u Vojsci Srbije odgovara mu čin generala potpukovnika (slovenski generalpodpolkovnik, srpski general-potpukovnik).

## Španjolska
U Španjolskoj vojsci odgovara mu čin Teniente General.

## Velika Britanija
U Britanskoj vojsci odgovara mu čin Lieutenant General.

## Ostale vojske
U ostalim vojskama odgovaraju mu činovi:
- Chungjang (Južna Koreja)
- Général de corps d'armée (Francuska)
- Jungjang (Sjeverna Koreja)
- Rav Aluf (Izrael)
- Sepah-Bod (Iran).